# Щигровський район
Щигровський райо́н — адміністративно-територіальна одиниця і муніципальне утворення на північному сході Курської області Росії.
Адміністративний центр - місто Щигри.

## Географія
Щигровський район утворений в 1928 році. Розташований у північно-східній частині Курської області, що знаходиться в Європейській частині Російської Федерації і є складовою частиною Центрально-Чорноземного району. Район межує із Черемисиновським, Тимським, Солнцевським, Золотухинським, Курським районами Курської області й Коноплянським районом Орловської області.
Територія району 1,3 тисяч кв.км або 4,36 % території області.
Район пов'язаний з обласним центром автомобільною й залізничною лініями. Через район проходить лінія Курського відділення Московської залізниці. Відстань до Курська по залізниці  - 61 км, по шосе - 60 км.

## Демографія
Населення району на 1 січня 2010 року становить 13 тис. чоловік. Все населення проживає в сільських умовах. Загальна кількість сільських населених пунктів - 168.
За останні 20 років спостерігається зниження чисельності населення Щигровского району:
| Рік                  | 1989   | 2002   | 2009   |
| Населення, мешканців | 18 072 | 15 099 | 13 001 |

Росіяни становлять 96,3 % населення, українці - 0,9 %, білоруси - 0, 1 %.